# Pierre Thévenet
Pour les articles homonymes, voir Thévenet.
Pierre Thévenet est un peintre postimpressionniste belge né le 1er mars 1870 à Bruges et mort le 27 mars 1937 à Bruxelles.
Il a fait l'objet d'une monographie de Paul Caso sous le titre « Pierre Thévenet, un héritage d'une fraîcheur intacte ».

## Biographie
Pierre Thévenet naît le 1er mars 1870 dans une famille d'artistes : son père Alphonse Thévenet était baryton, son frère Louis Thévenet était également peintre et sa sœur Cécile Thévenet cantatrice.
Initialement attiré par la musique et une carrière de flûtiste, il s'oriente définitivement vers la peinture dans les années 1910.
En 1919, il quitte la Belgique pour s'installer à Paris dont il peint plusieurs tableaux.

## Œuvres
Paysage - La Plaine, huile sur toile, Université libre de Bruxelles - Archives, patrimoine, réserve précieuse.

### Galerie

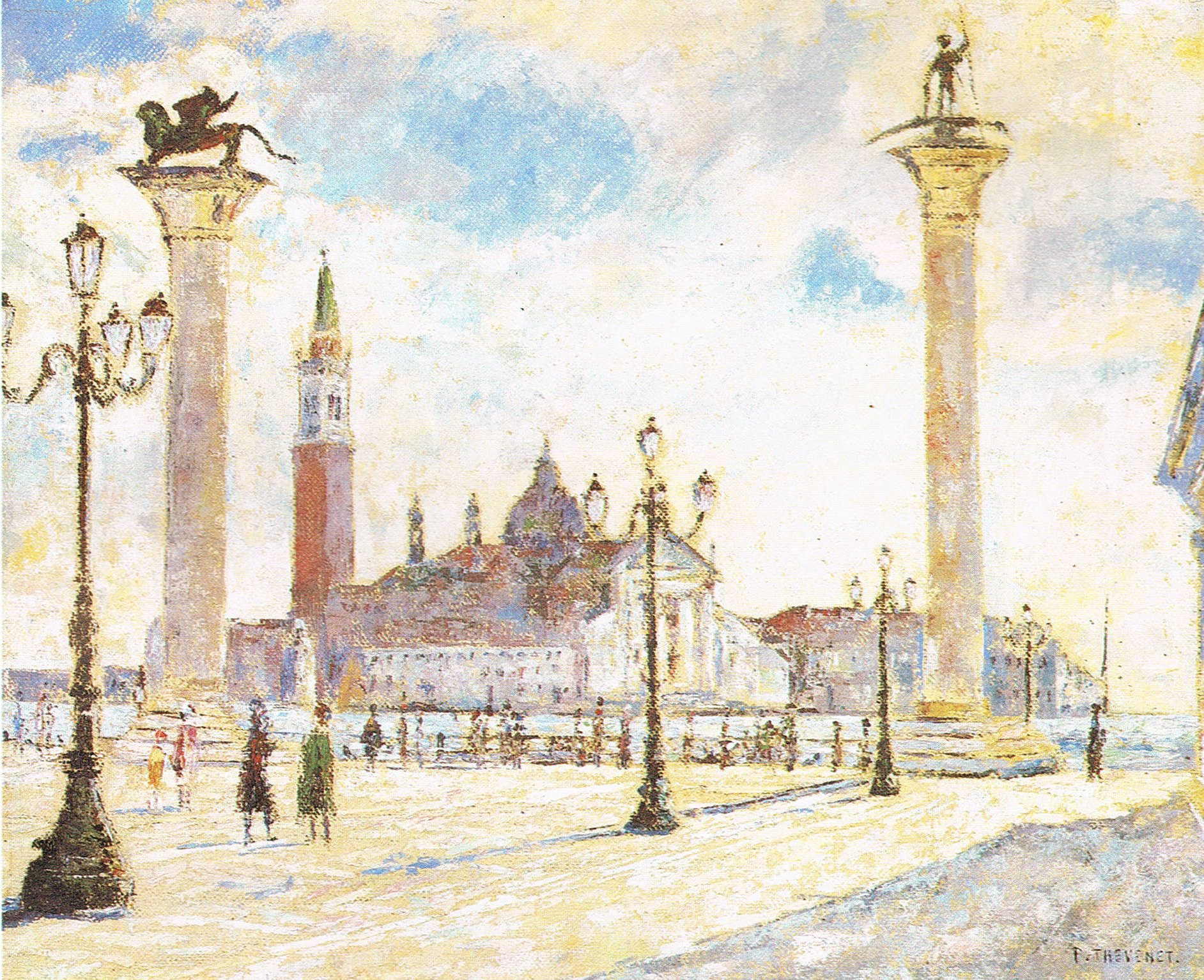
Venise - Le Grand Canal vu de la place Saint-Marc.
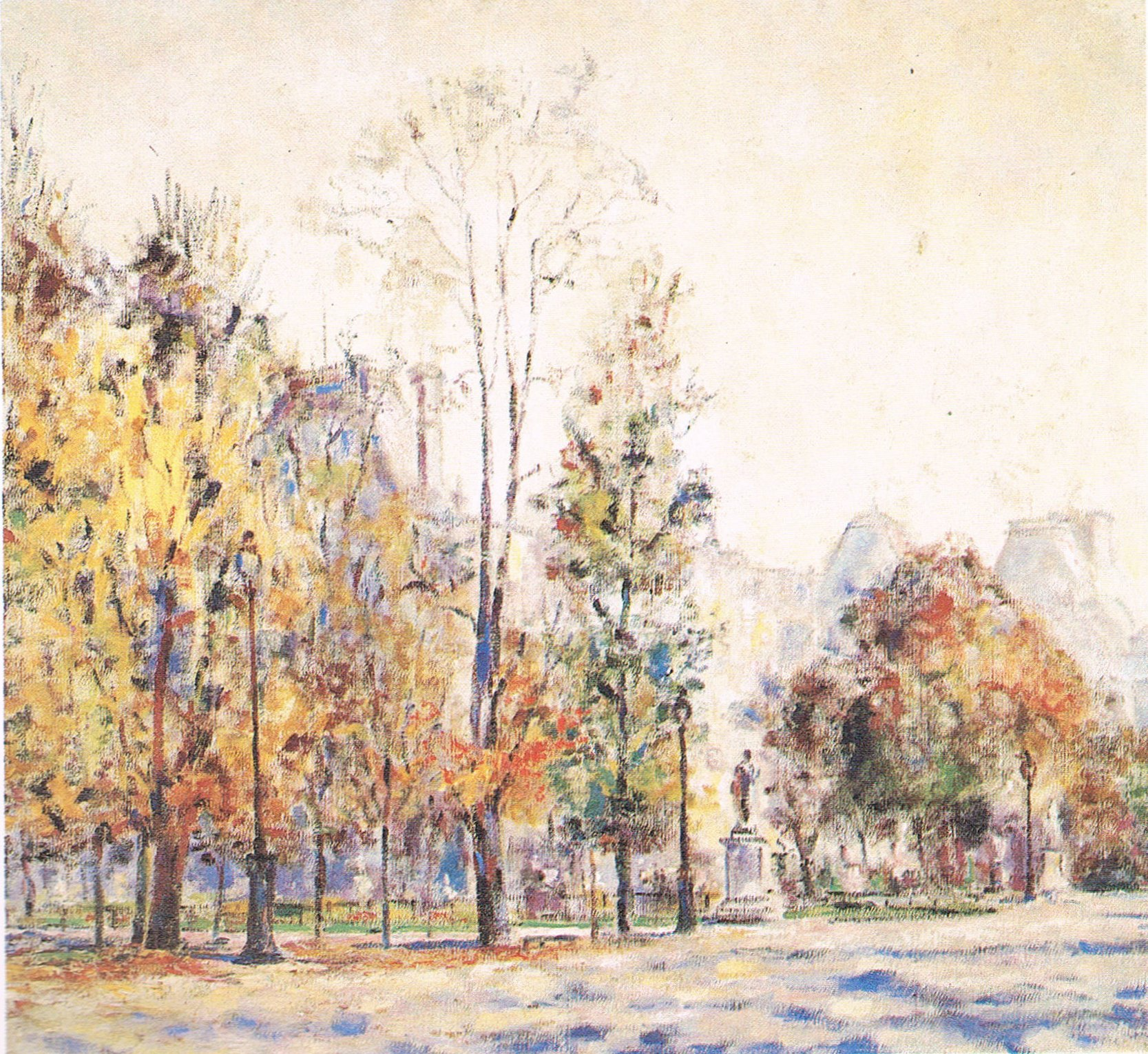
Paris - Les Tuileries en automne (1922).
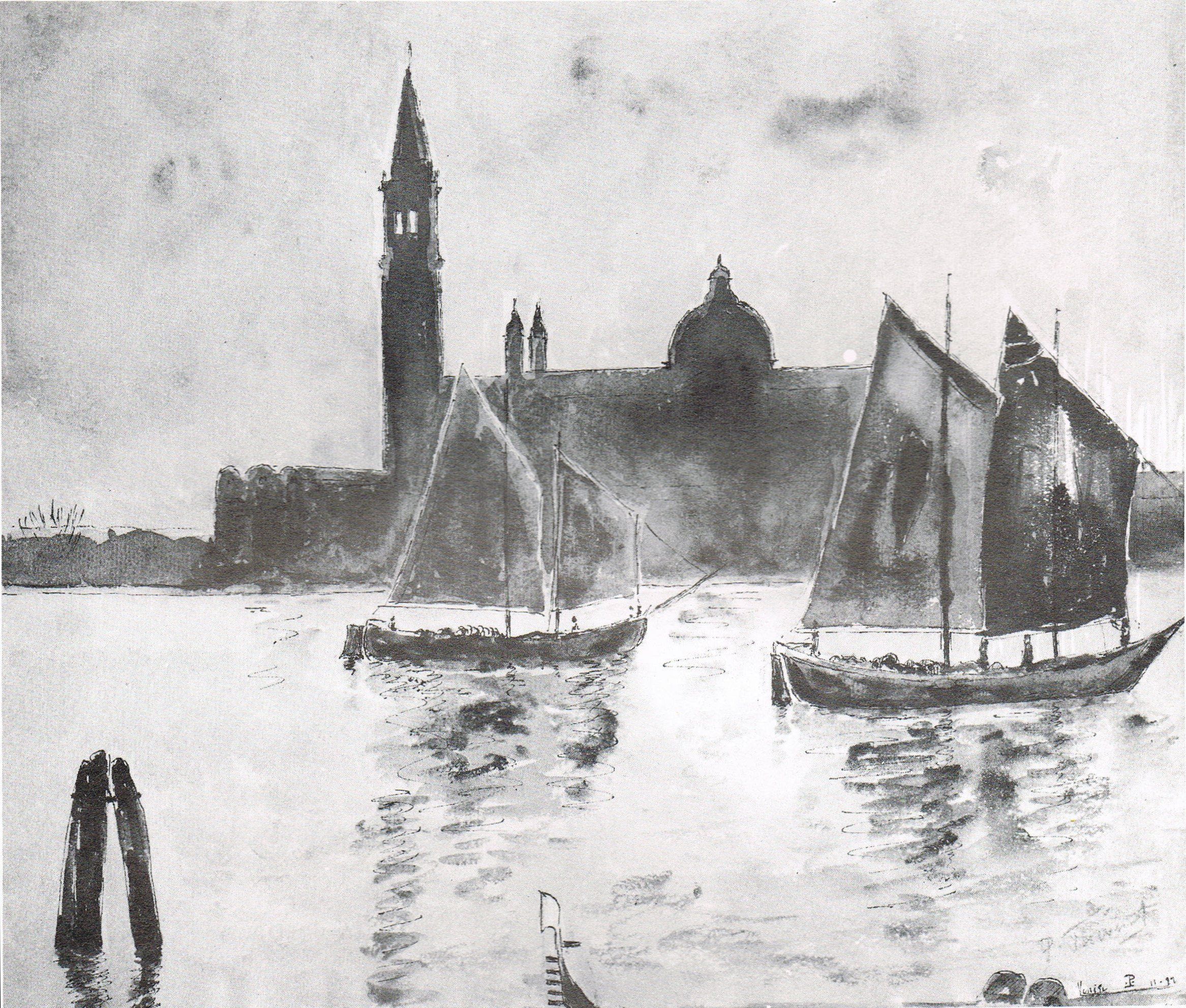
Venise - Voiles sur le Grand Canal (1922).
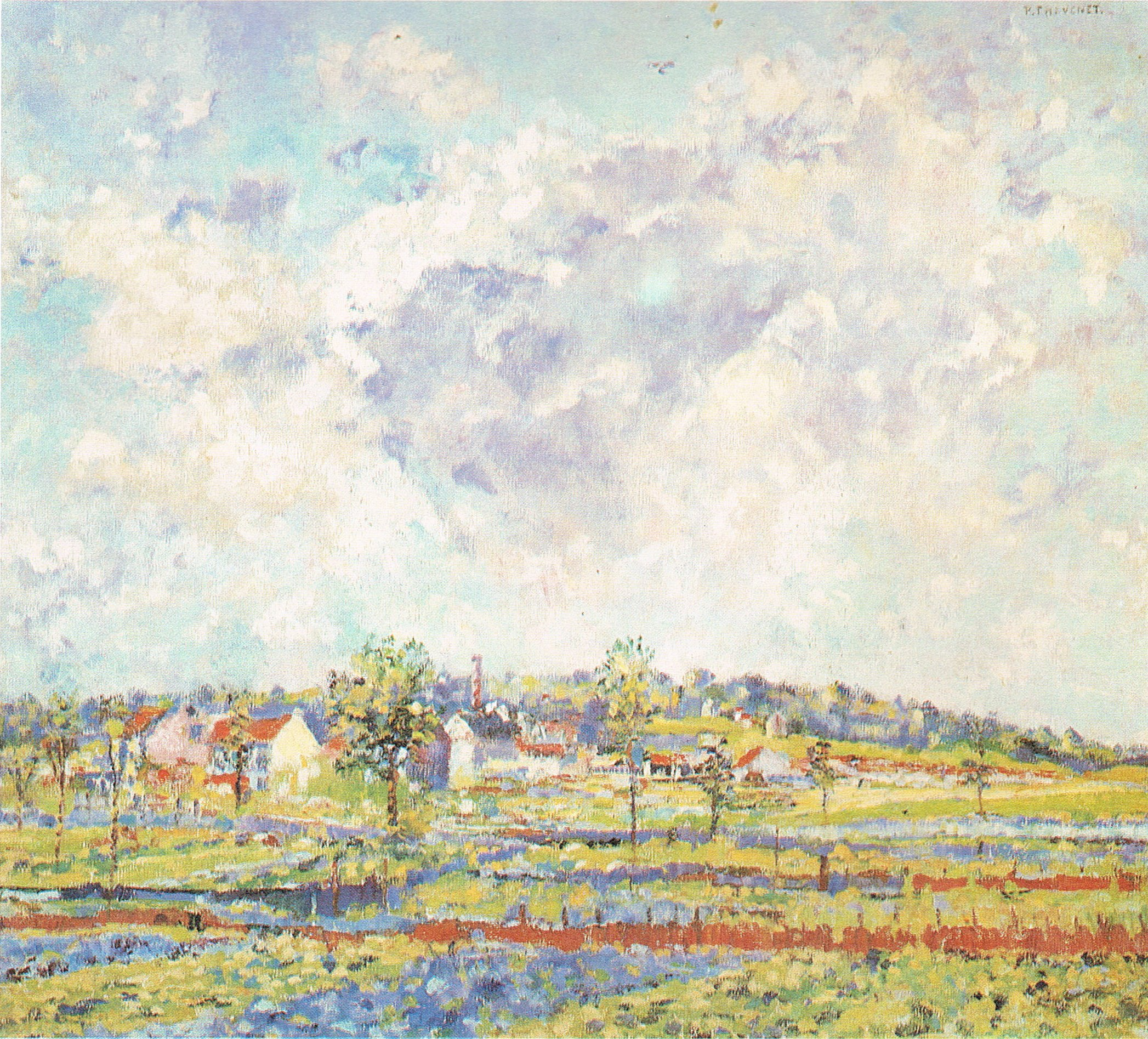
Drogenbos - Cultures maraîchères (1916).